# Oriol Noguera Roa
Oriol Noguera Roa   (Sabadell, 13 de febrer de 1996) és un pilot de trial català. Al llarg de la seva carrera ha participat en els campionats de Catalunya, d'Espanya i del món de l'especialitat, arribant a guanyar quatre vegades el de Catalunya (del 2004 al 2010) i dues el d'Espanya (2011 i 2022) en categories inferiors. Durant anys, ha competit com a membre del Moto Club Baix Berguedà.
De petit, Oriol Noguera va obtenir nombrosos èxits en categories inferiors i en guanyà quatre campionats de Catalunya: Iniciació (2004), Aleví (2005), Juvenil (2007) i Màster (2010). El 2011 fou campió d'Espanya Júnior. El 2013, a 17 anys, va debutar al mundial de trial júnior i el 2014 va fitxar per Montesa, on juntament amb el suec Eddie Karlsson fou un dels provadors al mundial dels primers prototipus de la futura Cota 300RR, abans del seu llançament el 2015. El 2016, a 20 anys, va debutar al mundial absolut (actualment anomenat TrialGP) amb el patrocini de l'equip MRW Trial Team Limit Motos. A finals d'aquell any, després d'haver participat en el segon Trial Solidari de La Marató de TV3, anuncià que es retirava de les competicions d'alt nivell. Malgrat tot, seguí participant en el campionat d'Espanya fins a mitjan 2019, quan va anunciar que abandonava definitivament la competició.
Tot i retirat de les competicions, Oriol Noguera s'ha mantingut vinculat al trial. El 2021 va fer de "motxiller" al mundial de Trial2 del veneçolà resident a Barcelona David Avendaño. A més a més, a finals d'aquell any va anunciar que tornaria a la competició, aquest cop de forma amateur i pilotant una TRRS.

## Palmarès
Font:
| Any  | Motocicleta | C. d'Espanya |
| ---- | ----------- | ------------ |
| 2011 | Sherco      | 1r Júnior    |
| 2012 | Sherco      | 6è TR2       |
| 2013 | JTG / Ossa  | 2n TR2       |
| 2014 | Montesa     | 7è           |
| 2015 | Montesa     | 8è           |
| 2016 | Montesa     | 9è           |
| 2017 | Gas Gas     | 9è           |
| 2018 | JTG         | 8è           |
| 2019 | JTG         | 11è          |